# Primera División de Chile 1952
Primera División de Chile 1952 var den chilenska högstaligan i fotboll för herrar för säsongen 1952, som slutade med att Everton vann för andra gången. Ligan bestod av 12 lag som spelade mot varandra tre gånger var, vilket innebar 33 omgångar. Inget lag flyttades ner inför säsongen 1953 - däremot flyttades två lag upp inför säsongen 1953.

## Sluttabell
| Plac. | Lag                  | S  | V  | O  | F  | GM | IM | MSK | Poäng |
| ----- | -------------------- | -- | -- | -- | -- | -- | -- | --- | ----- |
| 1     | Everton              | 33 | 22 | 4  | 7  | 78 | 48 | 30  | 48    |
| 2     | Colo-Colo            | 33 | 17 | 11 | 5  | 68 | 45 | 23  | 45    |
| 3     | Ferrobádminton       | 33 | 14 | 8  | 11 | 65 | 55 | 10  | 36    |
| 4     | Audax Italiano       | 33 | 13 | 10 | 10 | 59 | 52 | 7   | 36    |
| 5     | Unión Española       | 33 | 12 | 11 | 10 | 68 | 59 | 9   | 35    |
| 6     | Santiago Morning     | 33 | 14 | 5  | 14 | 64 | 65 | -1  | 33    |
| 7     | Magallanes           | 33 | 13 | 7  | 13 | 63 | 71 | -8  | 33    |
| 8     | Universidad Católica | 33 | 10 | 9  | 14 | 59 | 64 | -5  | 29    |
| 9     | Universidad de Chile | 33 | 11 | 7  | 15 | 51 | 65 | -14 | 29    |
| 10    | Santiago Wanderers   | 33 | 9  | 9  | 15 | 61 | 62 | -1  | 27    |
| 11    | Iberia               | 33 | 8  | 7  | 18 | 70 | 89 | -19 | 23    |
| 12    | Green Cross          | 33 | 7  | 8  | 18 | 57 | 88 | -31 | 22    |

| Primera División Vinnare av Primera División 1952 |
| ------------------------------------------------- |
| Chile                                             |
| Everton 2:a titeln                                |